# Wohlstandschauvinismus
Wohlstandschauvinismus ist ein jüngerer Begriff aus Politik und sozialwissenschaftlicher Forschung. Er bezeichnet eine Überidentifikation mit nationalen Wirtschaftsinteressen sowie die argumentative Verteidigung des eigenen oder des nationalen Wohlstandes gegen „Fremde“, die aus dieser Sicht unverdient daran teilhaben wollen. Wohlstandschauvinismus gilt als Bestandteil rechtsextremistischer Einstellungen.

## Politik
In der Politik wird der Begriff abwertend für einen Nationalen Sozialismus gebraucht, wie ihn neurechte Denker verwenden.
Wohlstandschauvinisten können durchaus sozial gesinnt sein, vertreten zugleich aber einen Standortnationalismus. Sie richten ihren Blick zunächst auf den eigenen Wirtschaftsstandort und fordern soziale Leistungen und Wohlstand vorrangig für die eigene Volksgruppe ein.
Ein Beispiel einer Debatte um Wohlstandschauvinismus liefert die von Oskar Lafontaine angestoßene Diskussion über „Fremdarbeiter“.

## Sozialwissenschaft
Der Begriff Wohlstandschauvinismus wurde bereits 1980 in der SINUS-Studie verwendet.
Sozialwissenschaftler begreifen Wohlstandschauvinismus als ein Merkmal des Rechtsextremismus unter anderen. Rechtsextremisten argumentieren, Lafontaine vergleichbar, ausländische Arbeitnehmer würden das Sozialsystem kaputt machen. Des Weiteren unterstellen sie, Asylantragsteller und Flüchtlinge kämen nur ins Land, um von den Sozialleistungen zu profitieren.
Die von Josef Held und anderen aufgestellte These vom „Wohlstandschauvinismus“ besagt u. a., dass nicht nur die „Modernisierungsverlierer“ rechtsextrem wählen, sondern auch Teile der wohlhabenderen Gesellschaftsschicht. Zugleich würden viele Menschen zwar rechtsextrem denken, die z. B. einen Wohlstandschauvinismus vertreten, zugleich aber nicht rechtsextrem wählen.
Die Forschungsgruppe von Held befragte im Raum Tübingen Jugendliche und junge Arbeitnehmer nach ihren politischen Orientierungen und teilten sie nach den Faktoren Arbeitsplatz, berufliche Zukunft, Bildung, ökonomische Absicherung und soziale Einbindung in Benachteiligte und Nicht-Benachteiligte ein. Es stellte sich in dieser Studie heraus, dass die Benachteiligten signifikant weniger rassistisch eingestellt waren als die Nicht-Benachteiligten. Held führt dies auf Konkurrenzdenken und Leistungsideologie zurück, die sich mit rigiden Ausgrenzungsforderungen gegenüber Einwanderern verbänden. Die ökonomische Überlegenheit verband sich bei den Befragten mit politisch-kulturellem und persönlichem Vormachtsanspruch. Es zeigte sich eine Überidentifikation mit „deutschen Wirtschaftsinteressen“. Held machte bei diesen Jugendlichen ein instrumentelles Nutzendenken aus: Einwanderer und Flüchtlinge würden ausschließlich danach beurteilt, ob sie ökonomisch schadeten oder nützten.
Michael Bommes und Albert Scherr (1992) zeigen auf der Grundlage offener Interviews mit Auszubildenden auf, dass deren Wahrnehmungen von Migranten zentral von der Annahme ausgeht, diese seien illegitime Konkurrenten um Wohnungen und Sozialleistungen. Die Autoren charakterisieren die Sichtweisen der Befragten als Sozialparasitendiskurs, der Angebote des politischen und medialen Diskurses aufgreift.
Nach Ansicht von Christoph Butterwegge und Mathias Brodkorb übernimmt der Wohlstandschauvinismus zunehmend jene Rolle, die der Antisemitismus für NS-Agitatoren spielte: „Er steht im Zentrum des öffentlichen rechten Diskurses und stellt die wichtigste Schnittstelle zum Alltagsdenken der Bevölkerung dar.“